# Talking Timbuktu
Az 1994-es Talking Timbuktu Ali Farka Touré és Ry Cooder Grammy-díjas közös nagylemeze. Szerepel az 1001 lemez, amit hallanod kell, mielőtt meghalsz című könyvben.

## Az album dalai
|     | Cím      | Szerző(k)     | Hossz |
| --- | -------- | ------------- | ----- |
| 1.  | Bonde    | Touré         | 5:28  |
| 2.  | Soukora  | Touré         | 6:05  |
| 3.  | Gomni    | Touré         | 7:00  |
| 4.  | Sega     | Touré         | 3:10  |
| 5.  | Amandrai | Touré         | 9:22  |
| 6.  | Lasidan  | Touré         | 6:06  |
| 7.  | Keito    | Touré         | 5:42  |
| 8.  | Banga    | Touré         | 2:32  |
| 9.  | Ai Du    | Touré         | 7:09  |
| 10. | Diaraby  | tradicionális | 7:25  |

## Fordítás
- Ez a szócikk részben vagy egészben a Talking Timbuktu című angol Wikipédia-szócikk ezen változatának fordításán alapul.  Az eredeti cikk szerkesztőit annak laptörténete sorolja fel. Ez a jelzés csupán a megfogalmazás eredetét és a szerzői jogokat jelzi, nem szolgál a cikkben szereplő információk forrásmegjelöléseként.